# Potrójna gra (film 1994)
Potrójna gra (tytuł oryg. Every Breath) − amerykański film fabularny (thriller) z 1994 roku w reżyserii Steve'a Binga. Film oparto na scenariuszu autorstwa Binga, reżysera Andrew Fleminga oraz aktora Judda Nelsona. Nelson wystąpił w filmie w roli głównej, obok Joanny Pacuły. Premiera Potrójnej gry odbyła się 30 marca 1994. Obraz wydano wówczas na rynku video.

## Obsada
- Judd Nelson − Jimmy
- Joanna Pacuła − Lauren
- Patrick Bauchau − Richard
- Willie Garson − Bob
- Rebeca Arthur − Mimi
- Garcelle Beauvais − kobieta
- Camille Cooper − Sarah
- John Pyper-Ferguson − Hal